# 1070
Cette page concerne l'année 1070  du calendrier julien. Pour l'année 1070 av. J.-C., voir 1070 av. J.-C.
L'année 1070 est une année commune qui commence un vendredi.

## Événements
- Printemps[1] : le Byzantin Manuel Comnène, fils aîné du curopalate Jean Comnène, dirige les opérations en Anatolie. Il est battu et pris près de Sébaste par Khroudj, révolté contre le sultan seljoukide. Manuel négocie avec son vainqueur et revient avec lui à Constantinople, pendant qu’Alp Arslan assiège vainement Édesse[2].
- 7 mai - fin juillet : construction du Qasr al-hagar, la forteresse de Marrakech, par Abu Bakr Ibn Omar[3].
- 9 juin : début du règne en Inde du Sud de Kulottunga Ier (en), roi des Chola (mort en 1122). Il fonde la dynastie châlukya-chola (fin en 1190) après avoir unifié les royaumes Chola de Tanjore et Châlukya de Vengi[4].

- Le roi Vijayabahu (en) de Ceylan (1055 - 1110) secoue la tutelle des Chola. Il leur prend Polonnaruwa et en fait sa capitale[5].
- Les Mirdassides d'Alep acceptent la suzeraineté des Seljoukides[6].

### Europe
- Février : Guillaume le Conquérant achève la conquête de l’Angleterre ; il conduit son armée à travers les Pennines dans des conditions si épouvantables que les soldats d’Anjou, de Bretagne et du Maine demandent à être libérés du service.  Il atteint Chester et réprime les  soulèvements en Mercie, construit des forteresses à Chester et Stafford avant de licencier son armée à Salisbury[7]. Les Danois sont chassés[7].
- 24 février - 4 avril, Carême : révolte des Manceaux contre les taxes levées par le seigneur Geoffroy de Mayenne, appuyé par l’évêque Arnaud (1070-1073)[8].

- 4 avril, Pâques : Guillaume le Conquérant est sacré roi d'Angleterre en présence de trois légats pontificaux. Le concile de Winchester, réuni dans l'octave de Pâques, fait déposer l'archevêque de Cantorbéry Stigand et certains de ses suffragants[9].

- 24 mai, Pentecôte : déposition de l'évêque de Selsey Æthelric au concile de Windsor[7].

- 2 juin, Angleterre : les Danois, renforcés au printemps par une flotte conduite par le roi Sven Estridsen en personne, mettent à sac le monastère de Peterborough avec l'aide du rebelle anglais Hereward l'Exilé, s'emparent de ses trésors et les emmènent à leur base d'Ely ; fin juin Guillaume le Conquérant parvient à un accord avec Sven, obtenant que sa flotte quitte l'Angleterre, en emportant le butin pris à Peterborough[7].
- Mi-juin : le prince saxon Otton de Nordheim, duc de Bavière, accusé de complot contre l'empereur par un certain Egeno, est ajourné par la diète de Mayence[10],[11].

- 17 juillet : Arnoul III devient comte de Flandre à la mort de son père Baudouin VI, sous la tutelle de sa mère Richilde de Hainaut[12]. Philippe Ier de France le soutient contre Robert le Frison pour la succession de Flandre.

- 1er août : Otton de Nordheim, convoqué à Goslar pour un duel judiciaire contre Egeno, refuse de comparaitre et se révolte contre l'empereur Henri IV. Il est jugé et condamné à mort en son absence par les Grands le lendemain. L'empereur lui confisque son duché de Bavière et fait des préparatifs de guerre ; durant le mois d'août, il dévaste les possessions d'Otton à l'est de la Saxe, tandis qu'Otton attaque la Thuringe[10].
- 15 août : Lanfranc est nommé archevêque de Cantorbéry par Guillaume le Conquérant ; il est consacré le 29 (fin en 1089)[13].

- 2 septembre : Otton de Nordheim  bat les nobles thuringiens conduits par Ruotger de Bilstein  près d'Eschwege. Il utilise les États de son allié Magnus de Saxe comme base durant l'hiver, puis se soumet à l'empereur en juin 1071[10].

- 25 décembre : pendant les fêtes de Noël célébrée à Goslar, l'empereur Henri IV donne le duché de Bavière à Welf, qui vient de divorcer d'Ethelinde, fille d'Otton de Nordheim[10].

- Olaf Kyrre, seul roi après la mort de son frère Magnus, fonde Bergen en Norvège[14]. Roi pacifique, il cherche à signer des accords avec ses voisins et à s’entendre avec l’Église.
- Fondation de l'abbaye d'Orval, dans l'actuelle province belge du Luxembourg, par des bénédictins venus de Calabre[15].